# Жорж, Пьер (географ)
Пьер Жорж (фр. Pierre George; 11 октября 1909, Париж — 11 сентября 2006, Шатне-Малабри) — французский географ, демограф и педагог; эксперт по Советскому Союзу, член Королевского общества Канады, почётный доктор Оттавского университета.

## Биография
Пьер Жорж родился 11 октября 1909 года в городе Париже. Получив необходимое образование и сдав экзамены на степень агреже по истории и географии в 1930 году, он преподавал в Национальном военном училище, в средней школе Монпелье, в Лицее Карла Великого в Париже, затем в Лицее Лаканаль в Со. В 1934 году Жорж защитил диссертацию на тему «La Région du Bas-Rhône, étude de géographie régionale».
Позднее Пьер Жорж читал лекции в Университете в Лилле (1946—1948), а затем в Парижском университете (1948—1953).
Интерес Жоржа к СССР был настолько велик, что побудил его выучить русский язык, чтобы писать о статьях, опубликованных в Советском Союзе, для Международной географической библиографии (фр. Bibliographie géographique internationale). В 1947 году он опубликовал работу по географии Советского Союза, которая стала первым монументальным трудом на французском языке по этой теме, основывавшимся преимущественно на первоисточниках.
В 1951 году в Национальном институте демографических исследований он опубликовал «Введение в географическое изучение населения мира», положившее начало долгому сотрудничеству с Альфредом Сови и другими демографами.
Он стал профессором в 1953 году и продолжал преподавать в Сорбонне гуманитарную географию до 1977 года. Одновременно с этим он с 1973 по 1977 год руководил Институтом демографии Университета Париж 1 Пантеон-Сорбонна. С 1946 по 1978 год Жорж преподавал в Парижском институте политических исследований.
Со своими лекциями Пьер Жорж неоднократно выступал за границей: Тунис (1961, 1963, 1964), Сальвадор (1962), Буэнос-Айрес и Ла-Плата (1965, 1969), Вальпараисо (1966), Монреаль (1967), Сан-Паулу (1968), Оттава (1973, 1975), Торонто (1975), Каракас (1977), Мексика (1978, 1980, 1982, 1984).
Жорж был членом Комитета бдительности антифашистской интеллигенции, а в 1936 году вступил во Французскую коммунистическую партию. Его работы были глубоко пропитаны марксизмом, интеллектуальное влияние которого было широко распространено во Франции в 1950-х—1970-х гг.
Постепенно Пьер Жорж дистанцировался от компартии, а также от любых других политических течений, которые претендовали на его поддержку, и сосредоточился исключительно на научных исследованиях.
Помимо многочисленных научных трудов (см. ниже раздел «Библиография»), Жорж является одним из авторов книжной серии «Que sais-je?» и Географического словаря (фр. Dictionnaire de la Géographie; издан в 1970 году).
Пьер Жорж умер 11 сентября 2006 года в Шатне-Малабри. Свою обширную личную библиотеку он завещал Авиньонскому университету.
Его сыновья, писатель, журналист и драматург Жан-Пьер Жорж (1940—2020) и писатель и философ Франсуа Жорж (род. 1947), также стали довольно известными фигурами во Франции.